# Alfreda Poznańska
Alfreda Poznańska (ur. 3 stycznia 1939 w Małkowie na Lubelszczyźnie, zm. 7 października 2001 we Wrocławiu) – polska rzeźbiarka, działaczka NSZZ „Solidarność”.

## Życiorys
Po II wojnie światowej przeprowadziła się z rodziną nieopodal Kowar, do Wysokiej Łąki. Nie dostała się do liceum ekonomicznego; rok później przyjęto ją do Liceum Plastycznego we Wrocławiu. W latach 1958–1965 studiowała na Wydziale Ceramiki i Szkła w Wyższej Szkole Sztuk Plastycznych we Wrocławiu, współcześnie ASP. 
W 1965 została członkiem Związku Polskich Artystów Plastyków. W 1973 objęła posadę nauczyciela akademickiego w PWSSP we Wrocławiu, w 1995 – profesor. W marcu 1968 uczestniczyła w demonstracji we Wrocławiu. Od lat 70. XX wieku uczestniczyła w spotkaniach wrocławskiego Klubu Inteligencji Katolickiej i współorganizowała Tygodnie Kultury Chrześcijańskiej we Wrocławiu. We wrześniu 1980 wstąpiła do NSZZ „Solidarność”. W październiku 1980 rozpoczęła współpracę z Niezależnym Zrzeszeniem Studentów, w 1981 uczestniczyła w strajkach studenckich. Alfreda Poznańska rzeźbiła w różnorodnych materiałach – kamieniu, metalu, ceramice, drewnie. Inspirowała się otoczeniem: kartkami, księgami, kopertami i listami, liśćmi drzew.
Po 13 grudnia 1981 była kolporterką prasy podziemnej. W 1982 opracowała cykl medali upamiętniających 600-lecie powstania Jasnej Góry. W 1983 dolnośląska Solidarność podarowała medal jej autorstwa Janowi Pawłowi II. W 1984 zaprojektowała medal na otwarcie Panoramy Racławickiej, podjęła też współpracę z Solidarnością Walczącą. W połowie lat 80. XX wieku niemalże całkowicie zaprzestała działalności opozycyjnej, gdyż udzielała schronienia Kornelowi Morawieckiemu. Jej ostatnim dziełem był zwornik z piaskowca w kościele św. Marcina we Wrocławiu. Wiele prac przekazała Ossolineum.
W 2007 została pośmiertnie odznaczona Krzyżem Oficerskim Orderu Odrodzenia Polski. W 2015 została zarejestrowana we Wrocławiu Fundacja Imienia Alfredy Poznańskiej zajmująca się promocją kultury i sztuki, zwłaszcza sztuki chrześcijańskiej. Była organizatorem wystawy w czerwcu 2018.